# Дора д'Истрия
Елена Колцова-Масалская, родена като Елена Гика, известна с творческия си псевдоним Дора д'Истрия, е румънска принцеса (по баща) и руска княгиня (по съпруг), писателка, художничка и феминистка, с албански/арумънски (по баща) и гръцки (по майка) произход.

## Биография
Родена е в Букурещ на 22 януари 1828 г. в семейството на Михай Гика от молдовския аристократичен рода Гика. Племенница е на управляващия господар на Влахия Григоре IV Гика. Получава задълбочено образование, което продължава в чужбина – първо в Дрезден, после във Виена, след това във Венеция и накрая в Берлин, където предава на Александър фон Хумболт част от своята разработка върху древните гърци.
Д'Истрия се завръща в родината си през 1849 г. и се омъжва в Яш за руския княз Александър Колцов-Масалски, като името ѝ става Елена Колцова-Масалская. Двамата живеят в Русия до смъртта му (1875), най-вече в Санкт Петербург, но тя никога не одобрява националистическите възгледи на съпруга или православния фанатизъм в двора на император Николай I. Тъй като здравето ѝ се влошава от руския климат, по съвет на съпруга си тя пътува до Централна Европа. Първо отива в Швейцария за няколко години, после пътува към Гърция и Анадола. Накрая заминава към Италия и живее във вила във Флоренция. От време на време пътува до Франция, Ирландия и САЩ.
Появява се като писателка за първи път през 1855 г., когато пише главно на френски език под псевдонима Д'Истрия. Публикува редица произведения, показващи нейното владеене на румънски, италиански, немски, френски, руски език, латински, съвременен и древногръцки, но и познанията ѝ по научни теми, нейните либерални възгледи за религията и политиката, както и таланта ѝ в представянето на собствената си гледна точка.
Нейният основен възглед към света е космополитен. Работи усилено, за да направи ресурси и технологии от Западна Европа достъпни в Източна Европа, както и за еманципация на жените.
Запалена планинарка, тя се изкачва на връх Монблан в Алпите на 1 юни 1860 г. Пише описание в La Suisse allemande за изкачването си на връх Мьонх в Алпите. Умира във Флоренция на 17 ноември 1888 г.

## В културата
Нейното първо произведение La vie monastique dans l'Église orientale („Монашеският живот в Източноправославната църква“, Брюксел, 1855; 2.ed., Париж, 1858) призовава за премахването на монашеските ордени. Тази книга е последвана от La Suisse allemande („Немска Швейцария“, Женева, 1856, 4 vols.; German, 2. ed., Цюрих, 1860, 3 vols.) – описание на Швейцария и нейния народ с пасаж, описващ изкачването на връх Мьонх.
В трактата Les femmes en Orient („Жените на Ориента“, Цюрих, 1859, 2 vols.) пише за еманципацията на жените в Левант; в Des femmes, par une femme („За жени от жена“, 2. ed., Брюксел, 1869, 2 vols.) сравнява ситуацията на жените в Латинска Европа с тази на жените в Германската империя и настоява за еднакво отношение към мъжете и жените. Преди това публикува Excursions en Roumélie et en Morée („Пътешествия в Румелия и Морея“, Цюрих, 1863, 2 vols.), където се старае да покаже, че Германия от ХІХ век има същата цивилизационна задача като Древна Гърция.
Публикува разказа Au bord des lacs helvétiques („Плаване по швейцарски езера“, Женева, 1861), новелите Fylétia e Arbenoré prèj Kanekate laoshima (Ливорно, 1867) и Gli Albanesi in Rumenia – история за нейния бащин род Гика от ХVІІ до ХІХ век (2. ed., Флоренция, 1873), и La poésie des Ottomans (2. ed., Париж, 1877), както и редица произведения по литературна история, политически, социални и религиозни въпроси, история, изкуство. Пише в известни списания като френското Revue des Deux Mondes, белгийското Libre Recherche, италианските Diritto, Antologia nuova, Rivista europea и в редица швейцарски, гръцки, румънски и американски списания.
Д'Истрия е също така и художничка. Членува и в няколко научни дружества като италианската Академия деи Линчеи.

## Албанска кауза
Гика – името на нейния бащин род, съвпада с албанското име Гийка (използвано и днес в Албания), което предизвиква нейния жив интерес. Тя започва да изучава албанска история и през 1866 г. става главния застъпник на албанската кауза в Западна Европа, въпреки че никога не научава албански език. Нейната семейна история и слава и нейният предполагаем албански произход са добре известни на западните читатели от нейните мемоари Gli Albanesi in Rumenia. Storia dei principi Ghika („Албанците в Румъния. История на принцовете на Гика“).
За Елена Гика несигурната история за албанския произход на основателя на фамилията, съживена след векове на латентно съществуване, се оказва плодородна; дава нова причина за нейното романтично включване в борбата за свобода на народите на Балканите. Преди това заема гръкофилска позиция поради нейното гръцко потекло от майчина страна и влиянието на гръцкия ѝ наставник Грегориос Пападопулос, както и заради нейната нагласа срещу реда, създаден в подкрепа на Хохенцолерните в румънското княжество в ущърб на семейството ѝ, което има големи надежди да си върне трона.
Книгата ѝ Gli Albanesi in Rumenia. Storia dei principi Ghika след нейното публикуване през 1873 г. във Флоренция кара семейството ѝ да се отрече от нея, но успява завинаги да отмести общественото внимание към албанската теория за произхода на семейството за сметка на арумънската теория.
Тази книга е предшествана от поредица от статии за народностите в Югоизточна Европа и тяхната борба за независимост. След статии за румънската (1859), гръцката (1860) и сръбската (1865) народности тя публикува през 1866 г. статия, озаглавена „Албанската националност според народните песни“. Изследването е преведено на албански език през 1867 г. от Деметрио Камарда – албански националист в Италия, а в увода е публикувана революционна поема от албански автор, призоваваща албанците да се противопоставят на османците.
Оттогава става известна в албанските националистически кръгове, които използват името ѝ, за да получат подкрепа за каузата си. Това е дава материал за нейните писания (най-вече кореспонденция) и тя създава отношения със значими албански националисти като Камарда и Йероним де Рада. След публикацията на Gli Albanesi in Romania... албанските националисти в Италия обявяват Елена Гика за некоронована кралица на Албания.
Скоро други членове на нейното семейство са въвлечени в албанската националистическа традиция. В края на века румънският писател Алберт Гика, член на нейното семейство, насърчава гласните искания за албанския трон.